# Crosses (gruppo musicale)
I Crosses (resi graficamente come †††) sono un progetto parallelo rock elettronico statunitense formato nel 2010 a Los Angeles e composto da Chino Moreno (cantante dei Deftones) e Shaun Lopez (chitarrista dei Far).
Fino al 2015 la formazione comprendeva anche Chuck Doom, bassista e tastierista.

## Storia del gruppo

### Primi anni eEP 1(2011)

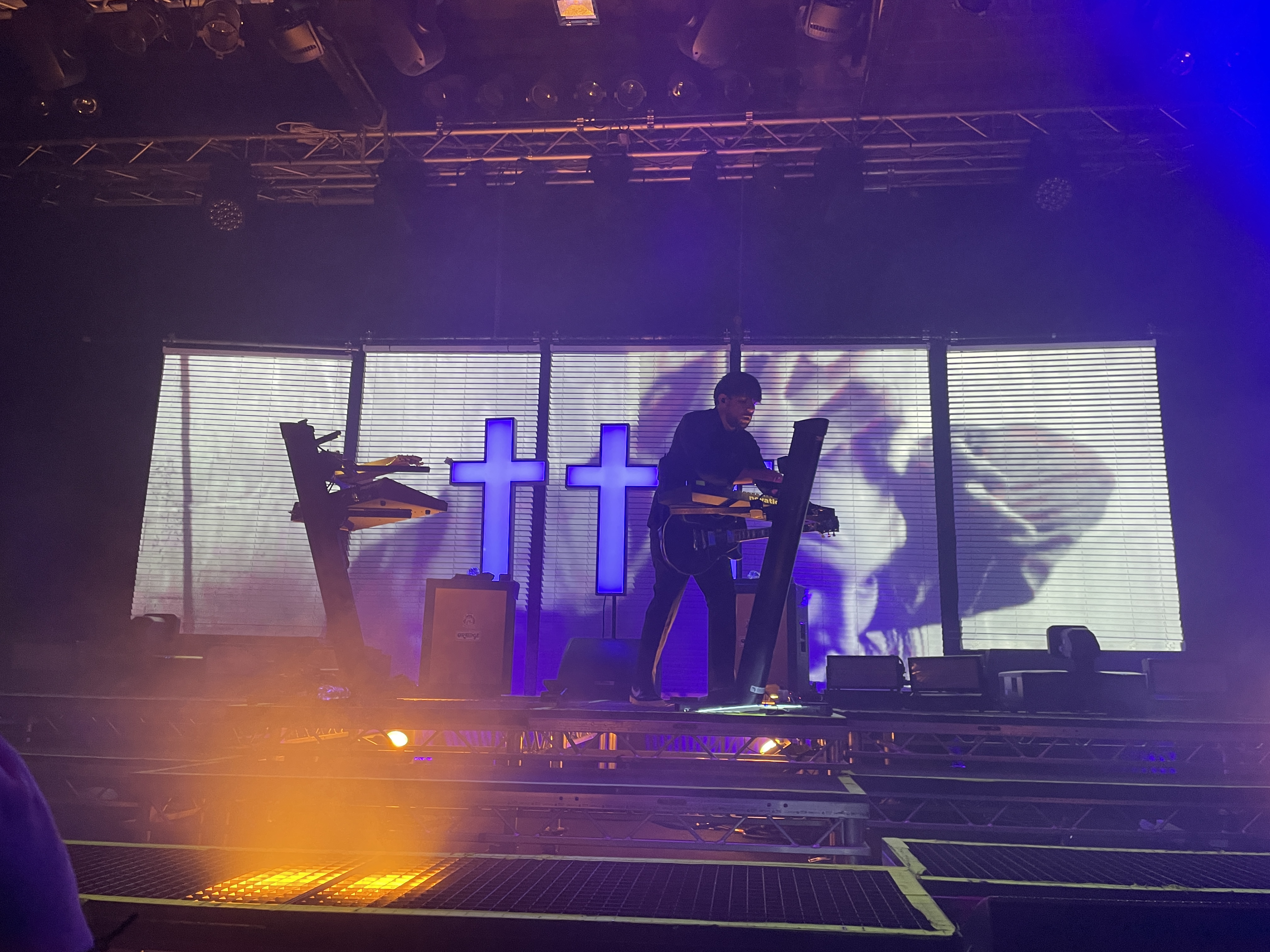
Shaun Lopez

Avendo già lavorato insieme negli anni precedenti, Chino Moreno ha ricominciato a collaborare con l'amico d'infanzia Shaun Lopez, il quale stava già componendo materiale inedito insieme al chitarrista Chuck Doom, coinvolto anch'egli nel progetto. Moreno ha descritto i Crosses come un progetto «minimale e lenitivo ed è un po' la roba che mi piace ascoltare quando non sto urlando con la mia testa». Dopo aver deciso di battezzare il progetto con il nome di Crosses, il trio ha iniziato a registrare per oltre quattro ore al giorno, completando circa 16 canzoni che sarebbero state pubblicate dal gruppo attraverso una serie di EP.
Il primo EP, registrato agli Airport Studios di Los Angeles, è stato pubblicato gratuitamente il 2 agosto 2011, insieme a una versione in alta qualità resa disponibile per l'acquisto attraverso il sito del gruppo. Duff McKagan dei Guns N' Roses ha contribuito alla registrazione del basso della traccia d'apertura This Is a Trick, mentre Chris Robyn (compagno di Lopez nei Far) ha eseguito le parti di batteria in tutte le tracce dell'EP. Sean Adams di Drowned in Sound ha affermato che l'EP «trova la coppia alla deriva verso il territorio dei Depeche Mode, e vaga nella beatitudine delle nostre brezze estive di Diamond Eyes» mentre la musica è «sia snervante che edificante [...] ma ciò che colpisce in particolar modo è la voce [...] che è assolutamente lussureggiante e fa di questo EP di debutto l'inizio di qualcosa di speciale».
Successivamente i Crosses hanno contribuito alla composizione di un brano inedito, intitolato The Years, per Batman: Arkham City - The Album, colonna sonora del videogioco omonimo.

### EP 2(2012-2013)

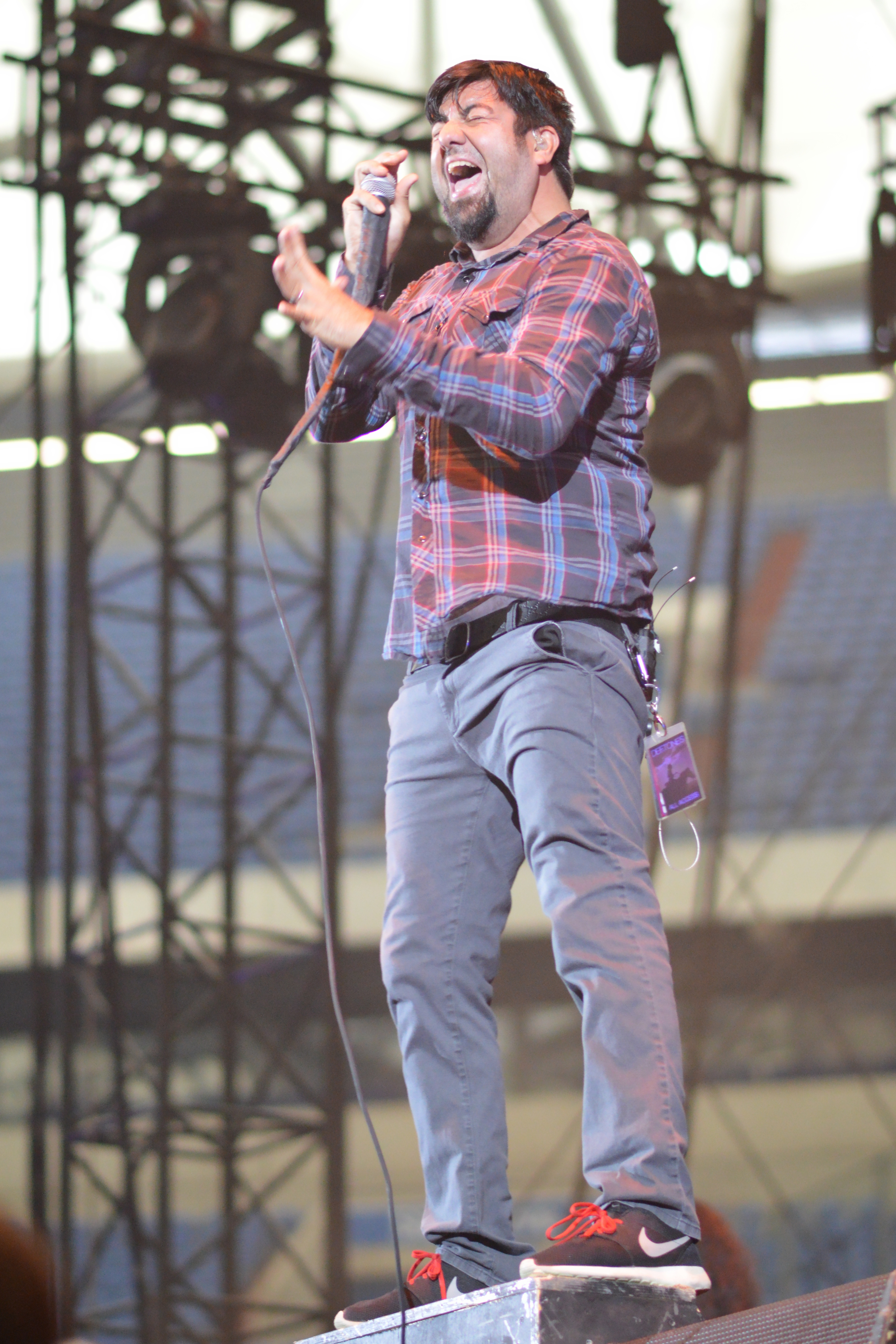
Chino Moreno

Il 24 gennaio 2012 è stato pubblicato EP 2, reso disponibile soltanto per il download digitale ma con la possibilità di scegliere tra diversi formati audio. Dopodiché hanno intrapreso un tour internazionale, esibendosi in eventi vari come Lollapalooza festival del Cile tra il 31 marzo e il 1º aprile 2012 e al Quilmes Rock festival di Buenos Aires il 3 aprile 2012. Nel mese di aprile 2012, in occasione dell'annuale Record Store Day, i brani Option (tratto dal primo EP) e Telepathy (estratto dal secondo EP) sono stati pubblicati come doppio singolo in 45 giri in tiratura limitata a mille copie.
Nella metà dell'anno il gruppo ha realizzato un remix del brano Dragula di Rob Zombie, il quale è stato incluso nell'album di remix di quest'ultimo, intitolato Mondo Sex Head. Successivamente, in una video-intervista di ottobre 2012, Moreno ha rivelato che il gruppo ha registrato alcuni brani per un terzo EP, ma che sarebbe stato pubblicato non appena gli altri progetti in programma sarebbero stati completati, ovvero il settimo album dei Deftones, Koi no yokan, e l'album omonimo dei Palms, supergruppo formato dallo stesso Moreno insieme ad alcuni ex-membri degli Isis.

### Crosses(2013-2014)
Nel mese di giugno 2013 Chino Moreno ha rivelato la produzione di un album in studio, originariamente previsto per la pubblicazione «prima del 31 ottobre 2013»; Moreno ha inoltre aggiunto che era stato composto molto materiale per l'album di debutto, il quale avrebbe potuto includere anche alcune bonus track. Il 5 settembre i Crosses hanno firmato un contratto con l'etichetta discografica Sumerian Records, la quale ha pubblicato un video sul proprio canale YouTube in cui viene rivelata la pubblicazione dell'album nell'inverno 2013.
Il 5 ottobre i Crosses hanno pubblicato sul proprio profilo SoundCloud il brano The Epilogue, mentre esattamente un mese più tardi è stato reso disponibile per l'ascolto il brano Bitches Brew, di cui due anteprime erano state rivelate in precedenza nei trailer relativi all'album di debutto. Nella stessa data inoltre sono stati annunciati il titolo dell'album, Crosses, e la data di pubblicazione, fissata per l'11 febbraio 2014. Il disco contiene le dieci tracce originariamente pubblicate nei primi due EP più altri cinque brani inediti, i quali sono stati successivamente pubblicati in EP 3, uscito il 19 aprile 2014 in occasione dell'annuale Record Store Day.
Il 10 novembre il gruppo ha annunciato su Facebook che The Epilogue sarebbe stato pubblicato come singolo digitale il giorno successivo negli Stati Uniti e il 19 novembre in Canada; il 21 novembre è stato invece annunciato che è stato realizzato un video musicale per Bitches Brew, presentato in anteprima sul sito di Rolling Stone il 25 novembre.
La promozione dell'album è proseguita nel corso del 2014 con la pubblicazione del video di The Epilogue e del secondo singolo Telepathy, nonché da un tour primaverile svoltosi negli Stati Uniti d'America.

### Cover,Permanent.Radiant(2015-2023)
Nella seconda metà degli anni 2010 il gruppo ha iniziato a comporre nuovo materiale per un secondo album in studio. Tuttavia, durante il processo creativo è emersa la volontà di Chuck Doom di comporre materiale per conto proprio, cercando di coinvolgere Moreno. D'altro canto, lo stesso Moreno e Lopez, temendo la possibile disfatta del progetto, hanno deciso di proseguire l'attività da soli. All'indomani della pandemia di COVID-19, Moreno ha rivelato nell'ottobre 2020 che i Crosses avrebbero ripreso il completamento del materiale lasciato in sospeso a causa degli impegni che il cantante aveva con i Deftones, suo gruppo principale.
La prima pubblicazione resa disponibile è stata The Beginning of the End, cover dell'omonimo brano registrato dai Cause & Effect e uscita il 25 dicembre 2020. A distanza di quasi un anno, il 24 dicembre 2021 il duo ha pubblicato un altro singolo, ovvero la loro versione di Goodbye Horses di Q Lazzarus, prima uscita a seguito del nuovo contratto siglato con la Warner Records.
Con il 2022 i Crosses hanno cominciato a pubblicare materiale inedito. Il primo, il doppio singolo Initiation/Protection, è stato reso disponibile il 18 marzo, data in cui è stato presentato il video per il solo Initiation; anche Protection ha successivamente ricevuto un video, diffuso il 12 aprile. Il 28 ottobre è stata la volta di un altro doppio singolo, Day One/Vivien, uscito insieme al video di Vivien. Con la pubblicazione di quest'ultimo, il duo ha rivelato l'EP Permanent.Radiant, uscito il 9 dicembre e composto da sei brani, tra cui Sensation, distribuito digitalmente il 18 novembre insieme al relativo video.
Il 23 dicembre 2022 i Crosses hanno pubblicato il singolo One More Try, reinterpretazione del brano di George Michael, segnando la terza cover natalizia consecutiva.
Il 7 luglio 2023 è stato distribuito a sorpresa l'EP di remix Permanent.Radiant.Remixed, che figura i sei brani dell'EP originale remicati da vari artisti come Hudson Mohawke e Machinedrum.

### Goodnight, God Bless, I Love U, Delete.(2023-presente)

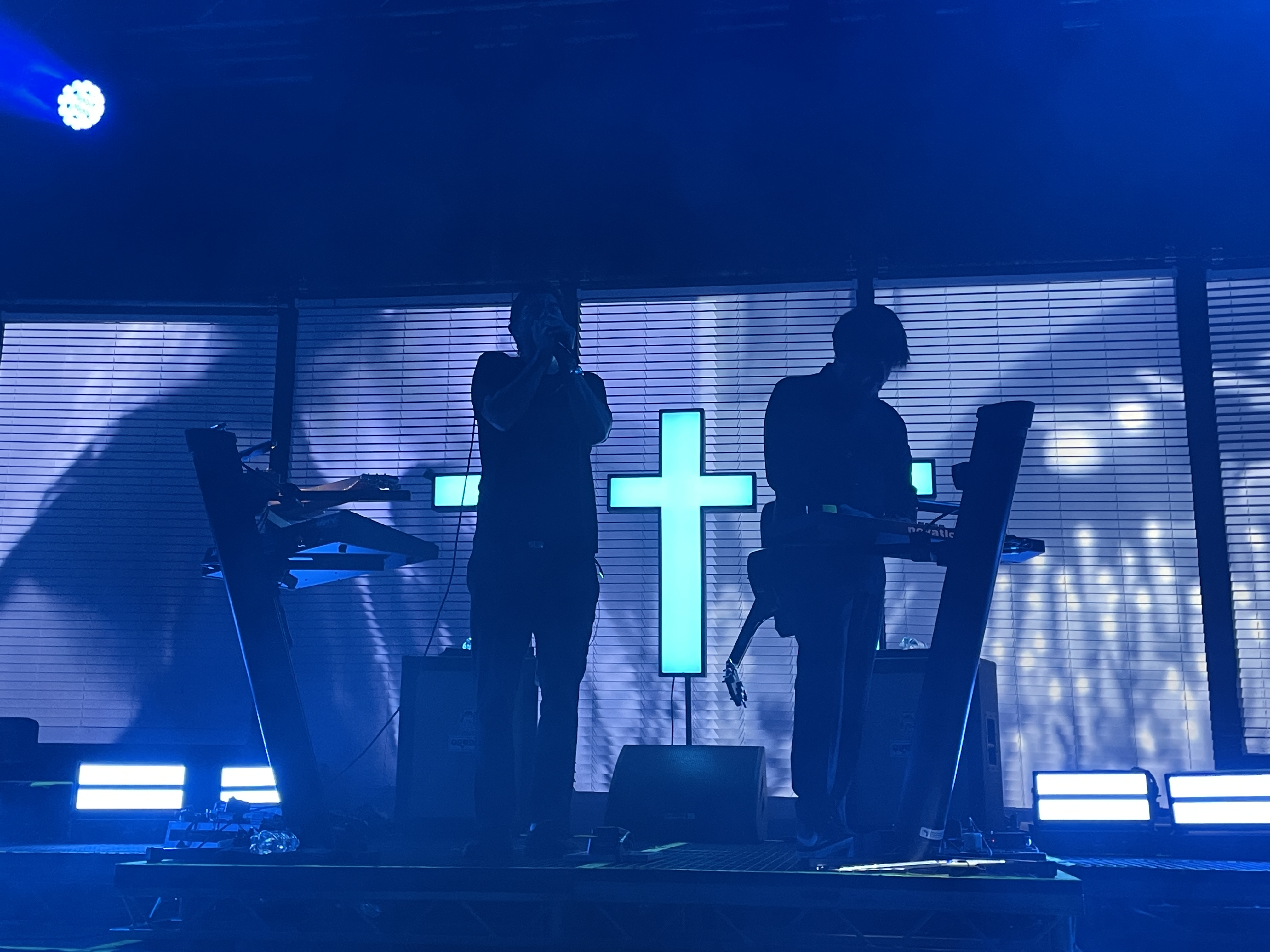
Il gruppo dal vivo in una tappa del Familiar World Tour

Durante la prima metà del 2023 Moreno e Lopez sono ritornati in studio a comporre nuovo materiale, diffondendo alcuni filmati brevi sui social network agli inizi di agosto.
Il 4 agosto è stato annunciato il secondo album Goodnight, God Bless, I Love U, Delete., la cui uscita è avvenuta il 13 ottobre seguente; contestualmente il duo ha pubblicato il singolo di lancio Invisible Hand insieme al relativo video. L'album presenta quindici brani, di cui due realizzati con El-P e Robert Smith, e figura testi di carattere più ottimista rispetto a quanto operato da Moreno in passato, che ha inoltre spiegato come anche i brani più oscuri siano «più romantici e non provengono da un luogo di disperazione». Un ulteriore singolo volto ad anticipare la pubblicazione è stato Light as a Feather, distribuito il 15 settembre insieme alla b-side Ghost Ride.
Il 13 novembre è partito da Los Angeles il Familiar World Tour, che ha visto il duo esibirsi nell'America del Nord fino all'11 marzo 2024. La tournée ha avuto luogo anche in Europa nel mese di giugno, segnando il debutto del gruppo nel continente; oltre alle date da headliner, si esibiranno anche come artisti di apertura agli Avenged Sevenfold, oltre a partecipare nei principali festival europei.

## Stile musicale
Lo stile musicale dei Crosses viene solitamente indicato come elettronico o, specialmente nei primi anni di attività, witch house. Tuttavia, Carson O'Shoney di Consequence e Daniel Brockman di Boston Phoenix hanno riportato che i Crosses condividono una somiglianza con la witch house soltanto a livello di estetica e di immagini e non con il sound del gruppo: O'Shoney, nella sua analisi dell'EP di debutto del gruppo, ha affermato che l'influenza witch house dei Crosses è «evidente solamente guardando la lista tracce, in cui ogni canzone presenta una † nel titolo. Il nome del gruppo è †††. Il nome dell'EP è †. Tutto ciò che riguarda l'EP punta alla witch house, fino a quando si ascolta la musica reale che fanno». La decisione del gruppo di utilizzare queste immagini deriva dall'interesse di Moreno nell'arte e nella mistica attorno alla religione. Quest'ultimo tuttavia ha affermato che «non voglio che le persone pensino che siamo un gruppo religioso, satanico o che siamo un gruppo witch house. È difficile usare un simbolo religioso, ma allo stesso tempo lo penso in un modo artistico, esso può andare totalmente da qualche parte e penso che siamo il tipo che può prendere quella direzione».

## Formazione
Attuale
- Chino Moreno – voce (2010-presente)
- Shaun Lopez – chitarra, tastiera, campionatore, lap steel guitar (2010-presente)

Ex componenti
- Chuck Doom – basso (2010-2014)

Turnisti
- Jono Evans – chitarra, tastiera (2012-2014)
- Chris Robyn – batteria (2012-2014)
- Dino Campanella – batteria, tastiera (2012-2014)

## Discografia

### Album in studio
- 2014 – Crosses
- 2023 – Goodnight, God Bless, I Love U, Delete.

### EP
- 2011 – EP 1
- 2012 – EP 2
- 2014 – EP 3
- 2022 – Permanent.Radiant
- 2023 – Permanent.Radiant.Remixed

### Singoli
- 2012 – Option/Telepathy
- 2013 – The Epilogue
- 2020 – The Beginning of the End
- 2021 – Goodbye Horses
- 2022 – Initiation/Protection
- 2022 – Day One/Vivien
- 2022 – Sensation
- 2022 – One More Try
- 2023 – Invisible Hand
- 2023 – Light as a Feather
- 2023 – Big Youth (feat. El-P)
- 2024 – Pulseplagg

### Contributi
- 2011 – The Years (presente in Batman: Arkham City – The Album)
- 2012 – Dragula (††† Remix) (presente in Mondo Sex Head di Rob Zombie)